# Hazro (district)
Hazro is een Turks district in de provincie Diyarbakır en telt 18.386 inwoners (2007). Het district heeft een oppervlakte van 424,7 km².
De bevolkingsontwikkeling van het district is weergegeven in onderstaande tabel.
| 1997   | 2000   | 2007   |
| ------ | ------ | ------ |
| 16.977 | 18.755 | 18.386 |